# Estado de Kordofán del Norte
Kordofán del Norte (Shamal Kurdufan) es uno de los 18 estados de Sudán. En 2000, antes de la añadidura de la parte correspondiente del disuelto Kordofán del Oeste, tenía un área de 185.302 km² y tiene una población estimada de 1.400.000. El Obeid es la capital del estado.
El estado es generalmente árido y desierto. Durante siglos ha estado habitado por nómadas y pastores.

## Historia
Véase Kordofán.
La cantante Hawa Al-Tagtaga era de la región.